# Luiz Alberto (futebolista)
Luiz Alberto da Silva Oliveira, mais conhecido apenas como Luiz Alberto (Rio de Janeiro, 1 de Dezembro de 1977), é um ex-futebolista brasileiro que atuava como zagueiro.

## Carreira
Revelado nas divisões de base do Flamengo, Luiz Alberto vestiu a camisa rubro-negra de 1993 a 2000, período em que chegou a formar uma excelente zaga com Juan.
No Flamengo, Luiz Alberto participou das conquistas da Copa Ouro Sul-Americana, da Copa dos Clubes Brasileiros Campeões Mundiais e da Copa Mercosul, além de três campeonatos cariocas.
Em 2000, o Flamengo vendeu o zagueiro para o Saint-Etienne, da França. Ficou somente um ano na França e depois transferiu-se para o futebol da Espanha, aonde jogou pela Real Sociedad.
Luiz Alberto jogou uma temporada na Espanha e, em seguida, no ano de 2002, foi emprestado ao Internacional. No final daquele ano, o zagueiro não renovou com o clube gaúcho, todavia, a Real Sociedad logo tornou a emprestá-lo a outro clube brasileiro, o Atlético-MG.
Em meados de 2004, após um ano e meio no Galo Mineiro, Luiz Alberto tornou a vestir a camisa de seu clube, a Real Sociedad. Um ano mais tarde, porém, o zagueiro foi vendido para o Santos, aonde teve boa passagem.
Em 2007, o zagueiro decidiu retornar ao futebol carioca, acertando sua transferência para o Fluminense onde conquistou a Copa do Brasil de 2007 e foi vice-campeão da Copa Libertadores da América de 2008, como capitão do time, falhando na maioria dos 4 gols ocorridos no primeiro jogo da final, e no primeiro gol sofrido no jogo de volta, sendo o grande destaque negativo ao lado de Ygor (volante).
O jogador teve seu contrato rescindido de forma unilateral pela atual diretoria do Fluminense no dia 11 de janeiro de 2010 e assinou com o Boca Juniors em fevereiro, mas no dia 20 de Abril de 2010, com apenas 7 partidas disputadas pelo clube argentino, Luiz Alberto teve o contrato rescindido. No dia 18 de Agosto de 2011, foi anunciado que o Duque de Caxias havia contratado o zagueiro para a disputa da Série B do Campeonato Brasileiro.No dia 22 de janeiro de 2012,fez sua estreia contra o ex-clube,o Duque de Caxias fazendo dois gols no 3x1 que foi vitorioso para o Boa Vista na primeira rodada da Taça Guanabara. No início da Serie B, o Atlético-PR anuncia a contratação do jogador. Deixou o Atlético no fim de 2013 e voltou ao Boavista-RJ.
Em maio de 2015, assinou com o São Gonçalo EC, aonde disputará a terceira divisão do Campeonato Carioca.
No dia 20 de fevereiro de 2016, após o jogador Frauches rescindir com o Boavista, a diretoria do "Verdão de Saquarema" acertou o retorno de Luiz Alberto.

## Títulos
Flamengo
- Campeonato da Capital: 1993
- Taça Libertad: 1993
- Troféu Raul Plassmann: 1993
- Torneio See'94: 1994
- Copa Pepsi: 1994
- Campeonato Carioca: 1996, 1999, 2000
- Taça Guanabara: 1996, 1999
- Taça Rio: 1996 e 2000
- Copa Ouro Sul-Americana: 1996
- Taça 15 Anos do SBT: 1996
- Copa Rede Bandeirantes: 1997
- Torneio Cidade de Brasilia: 1997
- Taça 147 Anos de Juiz de Fora: 1997
- Copa dos Campeões Mundiais: 1997
- Copa Mercosul: 1999
- Troféu São Sebastião: 1999, 2000

Internacional
- Campeonato Gaúcho: 2003

Santos
- Campeonato Paulista: 2006

Fluminense
- Copa do Brasil: 2007